# Сентрал Сити (Пенсилванија)
Сентрал Сити (енгл. Central City) град је у америчкој савезној држави Пенсилванија.

## Демографија
По попису из 2010. године број становника је 1.124, што је 134 (-10,7%) становника мање него 2000. године.
| Група             | 2000.         | 2010.         |
| Белци             | 1.250 (99,4%) | 1.120 (99,6%) |
| Афроамериканци    | 1 (0,1%)      | 0 (0,0%)      |
| Азијати           | 2 (0,2%)      | 0 (0,0%)      |
| Хиспаноамериканци | 1 (0,1%)      | 1 (0,1%)      |
| Укупно            | 1.258         | 1.124         |